# 失恋魔術師
「失恋魔術師」（しつれんまじゅつし）は、1978年3月に発売された、太田裕美の11枚目のシングルである。

## 解説
- 1978年2月25日に発売した7thアルバム『背中あわせのランデブー』の1曲目に収録された楽曲のシングルカットで、筒美京平以外の作曲者が担当した、初のシングルA面である。
- ｢木綿のハンカチーフ｣の時と同様にアルバムとは別のバージョンで発売される。

## 収録曲
A面
1. 失恋魔術師（4分24秒）
  - 作詞:松本隆／作曲:吉田拓郎／編曲:萩田光雄

B面
1. さよならのワルツ（3分42秒）
  - 作詞・作曲:太田裕美／編曲:萩田光雄